# انجمن تحقیقات طراحی
انجمن تحقیقات طراحی (به انگلیسی: Design Research Society) در سال ۱۹۶۶ میلادی در بریتانیا تأسیس شد، یک انجمن بین‌المللی برای توسعه و حمایت از منافع جامعۀ تحقیقات طراحی است. هدف اصلی دی‌آراس، همان‌ طور که در اولین بیانیۀ قوانین آن گنجانده شده‌ است، ترویج «مطالعه و تحقیق در مورد فرآیند طراحی در همۀ زمینه‌های متعدد آن» است. این باعث شد که یک جامعۀ آموزشی میان‌رشته‌ای باشیم، و دیدگاه علمی و مستقل از حوزۀ فرآیند طراحی داشته باشیم. عضویت برای هر کسی که علاقه‌مند به تحقیقات طراحی است آزاد است و اعضایی با تجربه ثابت و پیشینۀ قوی در تحقیقات طراحی ممکن است برای انتخاب شدن به عنوان عضو دی‌آراس درخواست دهند.